# Sylvain White
Sylvain White (Parigi, 21 dicembre 1971) è un regista francese con cittadinanza statunitense.

## Biografia
Nato e cresciuto a Parigi, è figlio di un giocatore di pallacanestro afroamericano e di un'assistente di volo. Dopo aver studiato Diritto all'università Sorbona, ottiene una borsa di studio presso il Pomona College, in California, dove ha studiato Cinematografia laureandosi con lode. Durante gli studi White ha avuto modo di lavorare al fianco di registi come Michel Gondry e Spike Jonze alla Propaganda Films.
Grazie ad una serie di cortometraggi ottiene l'attenzione del mercato internazionale, iniziando a lavorare nel campo della pubblicità e dei videoclip musicali negli Stati Uniti, in Europa e in Giappone.
Dopo aver diretto il b movie Trois 3: The Escort, sotto lo pseudonimo Skav One, dirige il film direct-to-video Leggenda mortale, terzo capitolo della serie horror iniziata con So cosa hai fatto e proseguita con Incubo finale. Nel 2007 dirige Stepping - Dalla strada al palcoscenico. 
Nel 2009 ottiene un'importante occasione, viene messo sotto contratto dalla Warner Bros. per dirigere The Losers, adattamento cinematografico dell'omonimo fumetto DC/Vertigo.

## Filmografia

### Cinema
- Trois 3: The Escort  (2004)
- Leggenda mortale (I'll Always Know What You Did Last Summer) (2006)
- Stepping - Dalla strada al palcoscenico (Stomp the Yard) (2007)
- The Losers (2010)
- Slender Man (2018)

### Televisione
- Hawaii Five-0 – serie TV, 8 episodi (2012-2016)
- Person of Interest – serie TV, episodi 3x08-4x07 (2013-2014)
- Major Crimes – serie TV, 3 episodi (2015-2017)
- The Americans – serie TV, episodi 5x10-6x08 (2017-2018)
- The Rookie – serie TV, 6 episodi (2019-2021)
- Storie incredibili (Amazing Stories) – serie TV, episodio 1x02 (2020)
- Fargo – serie TV, 4 episodi (2020-2023)
- The Umbrella Academy – serie TV, episodi 2x01-3x04-3x05 (2020-2022)
- The Terminal List – serie TV, episodi 1x06-1x08 (2022)
- Billions – serie TV, episodio 6x08-7x11 (2022-2023)